# رجل ورق
رجل ورق (بالإنجليزية: Paper Man)‏ هو فيلم كوميدي تم إنتاجه في الولايات المتحدة سنة 2009 . الفيلم من إخراج كيران مولروني وكتابة كيران مولروني ، وهذا الفيلم من بطولة إيما ستون ورايان رينولدز وليزا كودرو.

## الميزانية والإيرادات
حقق أرباحا تقدر بـ 13,514 دولار.

## روابط خارجية
- رجل ورق على موقع IMDb (الإنجليزية)
- رجل ورق على موقع ميتاكريتيك (الإنجليزية)
- رجل ورق على موقع روتن توميتوز (الإنجليزية)
- رجل ورق على موقع نتفليكس (الإنجليزية)
- رجل ورق على موقع قاعدة بيانات الأفلام العربية
- رجل ورق على موقع ألو سيني (الفرنسية)
- رجل ورق على موقع Turner Classic Movies (الإنجليزية)
- رجل ورق على موقع أول موفي (الإنجليزية)
- رجل ورق على موقع بوكس أوفيس موجو (الإنجليزية)
- رجل ورق على موقع فيلمافينيتي (الإسبانية)